# Fritz ter Meer
Fritz ter Meer (* 4. června 1884 – 27. října 1967 Leverkusen) byl německý chemik, významný člen společností IG Farben a Bayer, člen Národně socialistické německé dělnické strany a válečný zločinec.
Narodil se v roce 1884 v rýnské provincii v obci Uerdingen, která je dnes součástí města Krefeld. Jeho otec byl chemik Edmund ter Meer (1852–1931). Vystudoval práva a chemii, ze které roku 1909 získal v Berlíně doktorát. Po studiích v Německu studoval také ve Francii a Anglii.
Po studiích nastoupil do chemické společnosti Teerfarbenfabrik Dr. E. ter Meer & Cie in Uerdingen, jejímž zakladatelem byl jeho otec. V roce 1919 se stal členem představenstva společnosti. V roce 1925 se rodinná společnost stala součástí společnosti IG Farben. Fritz tím získal vysoký post v této konglomerátní společnosti. Od roku 1932 se stal členem pracovního výboru a technického výboru, předseda II. divize ministerstva války a obranného průmyslu. V roce 1937 vstoupil do nacistické Národně socialistické německé dělnické strany.

## Druhá světová válka

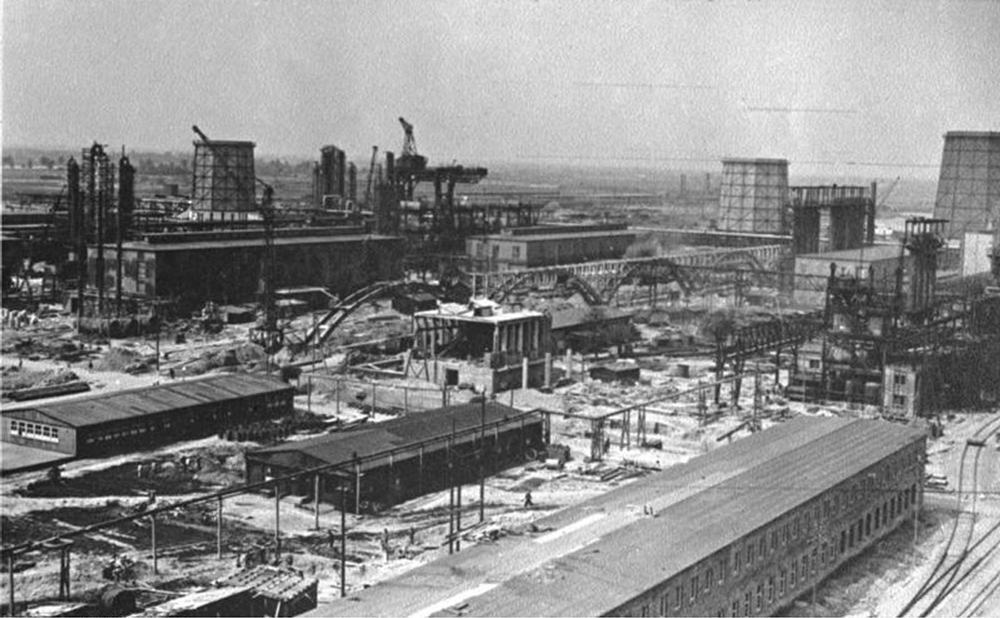
Monowitzká továrna IG Farben během své výstavby v roce 1942, asi 10 km od Osvětimi

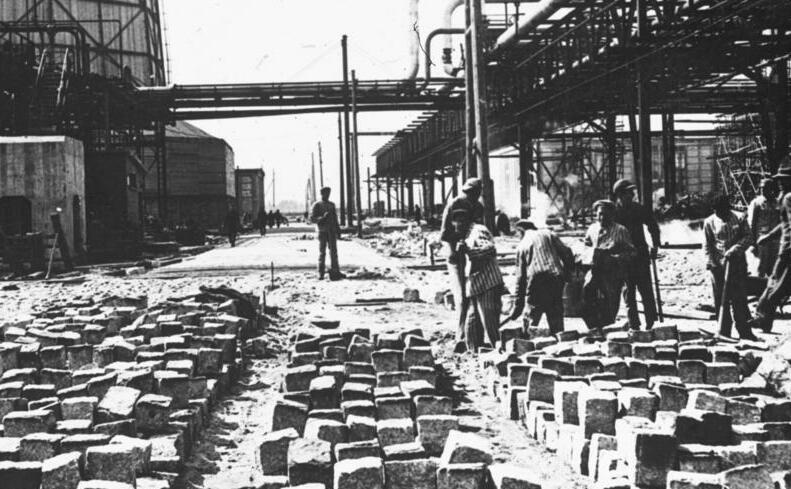
Vězni v Monowitzké továrně v typických pruhovaných pracovních úborech.

Společnost IG Farben v období 2. světové války úzce spolupracovala s nacisty a využívala lidské zdroje z řad vězňů koncentračních táborů pro pokusy na lidech, často s fatálními důsledky. Tyto lidské zdroje využívala i k nuceným pracím. Krátce po začátku války, 7. září 1939 na zakázku německé armády začal ve společnosti IG Farben vyvíjet produkci extrémně toxického nervového plynu Tabun. Pro testování jeho účinnosti byla použita více než stovka válečných vězňů z dedikované továrny na jedovaté plyny v Dyhernfurthu.
Fritz ter Meer se osobně podílel na plánování a výstavbě koncentračního tábora Monowitz – pomocného tábora komplexu osvětimského vyhlazovacího tábora a též byl pověřen pomocí při výstavbě Monowitz Buna Werke – továrny IG Farben v komplexu Osvětimského vyhlazovacího tábora, která prováděla pokusy na lidech a využívala zhruba 25 tisíc lidí k nuceným pracím, které drželi v nesnesitelných podmínkách. V září 1943 se Fritz ter Meer stal generálním jednatelem pro Itálii, říšským ministrem pro výzbroj a válečnou výrobu. Ve stejném roce dostal ocenění, rytířský kříž za válečné zásluhy.

## Po válce

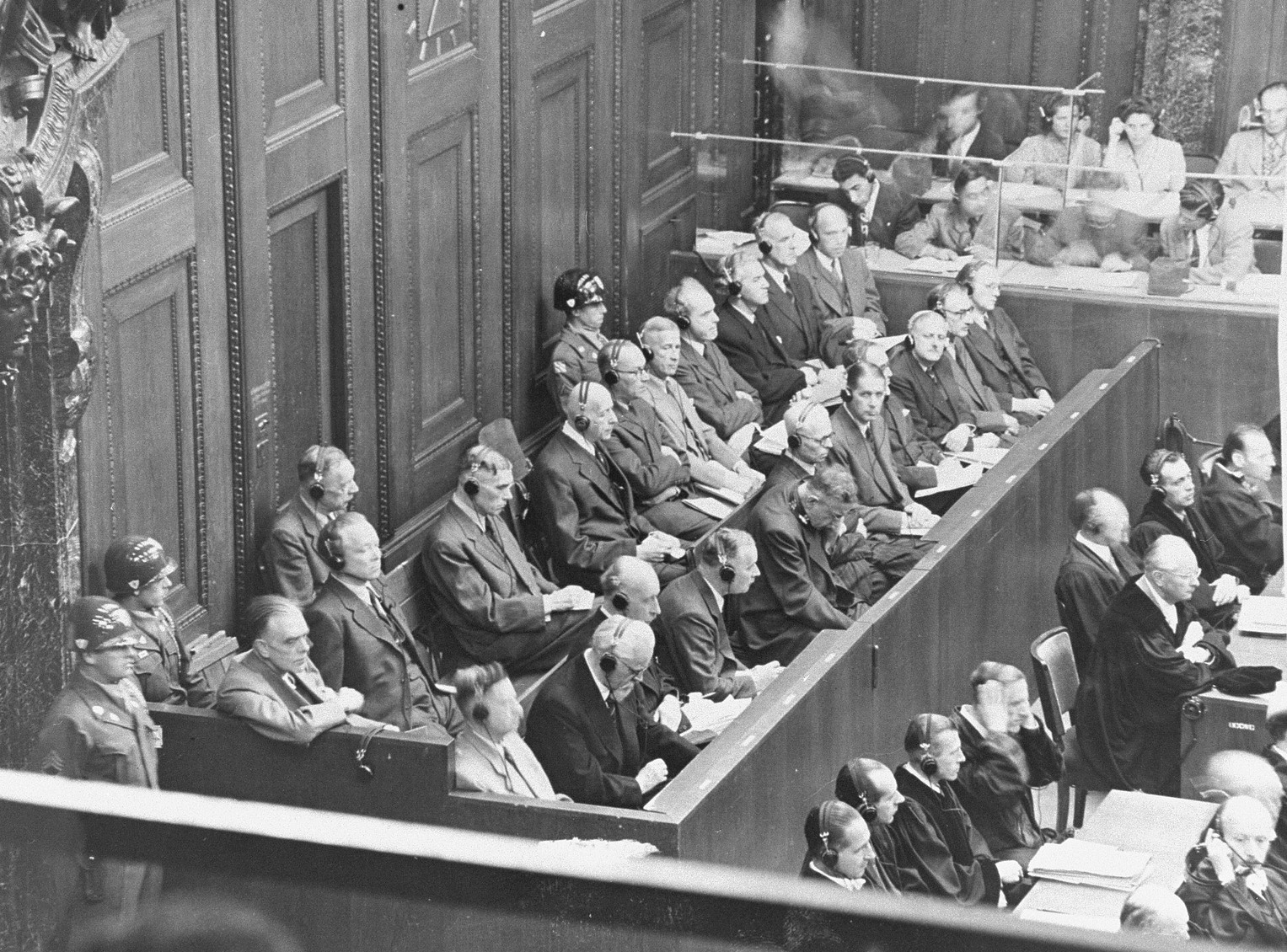
Obžalovaní procesu IG Farben, v rámci Norimberských procesů

Po zatčení v dubnu 1945 byl souzen v Norimberských procesech (v případě konkrétně určeném IG Farben). Dne 30. července 1948 byl odsouzen z válečných zločinů „rabování a zotročení“ v kontextu koncentračního tábora Osvětim III Monowitz. Během procesu neprojevil soucit. Na otázku, zda byly pokusy na lidech z vyhlazovacího tábora oprávněné odpověděl, že k žádnému ublížení nedošlo, neboť to byli vězni. Byl odsouzen k sedmi letům vězení ve vězení v Landsbergu pro válečné zločince. Propuštěn byl již v létě roku 1950 za dobré chování a krátce nato byl zbaven restrikcí pro válečné zločince umožňující pokračování v jeho kariéře. V roce 1951 společnost IG Farben zanikla. Její aktivity byly rozpuštěny do společností, které ve svém průběhu sama společnost převzala. Jednou z nich byla akciová společnost Bayer, do které v témže roce nastoupil. V Bayeru jeho kariéra rychle rostla, až se v roce 1956 dostal na místo ředitele. V následujících letech se dostal do vedení, představenstev a výborů dalších předních společností jako třeba Inter alia, Theodor Goldschmidt AG, Commerzbank AG, Bank Association, Duewag, VIAG a Union Bank AG, West Germany. Na přelomu 50. a 60. let 20. století se významně zasloužil o rekonstrukci chemického průmyslu v poválečném Německu.
Do důchodu odešel v roce 1961. Zemřel v Leverkusenu v roce 1967.
Na jeho památku společnost Bayer založila Cenu Fritz-ter-Meer-Stiftung, nyní nazývanou Cena vědy a nadace vzdělání Bayer, která podporuje studenty chemie pomocí placených stipendií.